# Roy Beltman
Roy Beltman (* 8. Juni 1946 in Amsterdam; † 30. Juli 2005 in Laren) war ein niederländischer Komponist und Produzent von „leichter“ Musik.

## Leben
Beltman war von 1963 bis 1967 Gitarrist der Band The Caps. 1973 wurde er Produzent bei dem Musiklabel Negram, ab 1977 kooperierte er mit dem Texter Cor Aaftink. Er arbeitete unter anderem für die Gruppen BZN, Long Tall Ernie & the Shakers, Saskia & Serge und für Jan Smit.
1998 erhielt er für sein Werk die Gouden Harp, 2001 den Exportprijs. Im Jahr 2005 verstarb Beltman 59-jährig an Krebs.